# Parallelia muza
Parallelia muza är en fjärilsart som beskrevs av Embrik Strand 1919. Parallelia muza ingår i släktet Parallelia och familjen nattflyn. Inga underarter finns listade i Catalogue of Life.